# Лофур борнейський
Лофур борнейський (Lophura pyronota) — вид куроподібних птахів родини фазанових (Phasianidae). Ендемік Калімантану.

## Поширення
Лофур борнейський трапліється на низовинах індонезійської частини Калімантану, з нещодавніми записами також у Брунеї. Існують історичні, але давні записи з малазійських штатів Сабах та Саравак.